# 몰리세주
몰리세주(이탈리아어: Molise)는 이탈리아 중부에 있는 주이다. 면적 4,438km2, 인구 320,907(2006년 기준). 아펜니노산맥 기슭에 있으며, 아드리아해에 접한다. 주도는 캄포바소이며, 이세르니아과 캄포바소의 두 도가 있다.

## 지리
몰리세 주는 북쪽으로는 아브루초주, 동쪽으로는 풀리아주, 서쪽에는 라치오주 남쪽에는 캄파니아주와 경계를 맞대고 있다. 아드리아해를 접하고 있는 해안선이 가장 짧다.

## 경제
농업에서는 최근까지 높은 질의 생산품을 제공하고 있다. 농업 생산품에는 포도주, 곡물, 올리브 유, 채소, 과일, 유제품이 있다. 전통적인 생산품으로는 풀완두와 통보리다. 몰리세 지역의 토착 포도는 지난 10년 동안에 다시 발견된 틴틸리아다.
테르몰리에 피아트 공장 단지가 있지만, 공업 부문에서는 건설업과 주 곳곳에 퍼져있는 중소 규모의 농장들이 대부분을 차지한다. 또다른 중요한 산업으로는 주의 전통적인 생산품인 파스타, 고기, 유제품, 기름, 포도주 같은 음식물 가공이다. 가장 중요한 산업인 서비스업 부문에서는 유통업, 호텔업, 요식업업, 운송업, 통신업, 은행, 보험업이 있다. 모든 부문의 회사들은 대부분 소규모이며 그 이유는 전국 규모로 제품을 홍보하기 어려워서이다.
2002년에 일어난 대지진 이후에, 몰리세는 개개인한테 기부된 돈으로 지진활동에 잘 견디는 집을 만드는데 사용되는 정책을 채택했다. 테르몰리 근처 라리노가 특히 그 정책의 수혜자였고 현에서 가장 아름다운 곳 중 하나였던 곳이 변화되었다. 그 정책은 주택을 신중한 연구를 기반으로 결정된 그들의 전통적인 색으로 바꾸고 구조물들을 파스텔 계열로 색을 칠하게 했다. 결과적으로 라리노는 중요한 여행지가 되었고 전 세계의 국외거주자들이 부활한 센트로 스토리코(구 중심가)로 살기위해 돌아오고 있다.

## 인구 통계
몰리세 주의 인구밀도는 이탈리아 국가 평균보다 아래다. 2008년 국가 조사에서 나라 평균의 인구 밀도가 km2당 198.8명인데 반해 몰리세의 인구밀도는 72.3명이다. 주는 캄포바소, 이세르니아 두 개의 현으로 나뉜다. 가장 면적이 넓은 현은 캄포바소 현(2,909 km2)이고 그 다음은 이세르니아 현 (1,529 km2)이다. 캄포바소 현은 인구밀도가 km2당 79.4명이고, 이세르니아 현은 km2당 58.9명이다. 2008년 말 기록으로 가장 인구가 많은 도시는 캄포바소(51,247명), 테르몰리(32,420), 이세르니아(21,811)다.
1951-71년 기간 동안 유럽연합의 다른 나라들과 이탈리아의 다른 현들로 상당수가 이민을 가 몰리세 현의 인구가 크게 줄어들었다. 이주는 1981년까지 계속됐다. 대량의 이민은 소도시시와 소마을에서 발생하여 인구의 60% 가량이 줄어들었고, 반면 적은 수의 큰 규모의 도시들만이 인구가 크게 늘었다. 1982-94년에 인구 순이동이 호전적으로 됐으나 그후 2001년까지 다시 부정적인 순이동이 계속됐다. 1991년과 2001년 사이 인구를 비교했을 때 현의 인구가 3.1%가 감소했고 2001년 이후로 안정화로 돌아섰다.
주에는 몰리세 크로아티아인, 몰리세 알바니아인 두 소수 민족들이 있다. 몰리세 크로아티아인들은 크로아티아어의 오래된 달마티아 억양을 사용하고 5천명 가량이 있으며 몰리세 알바니아인들은 알바니아에서 쓰이는 알바니아어와 매우 다른 알바니아어에서 갈라진 아르버레시어를 사용한다. 몰리세 알바니아인들은 동방 정교회를 믿는 반면, 몰리세 크로아티아인들은 보통 로마 가톨릭교회를 따른다.
| 연도               | 인구    | ±%     |
| ------------------ | ------- | ------ |
| 1861               | 355,000 | —      |
| 1871               | 374,000 | +5.4%  |
| 1881               | 382,000 | +2.1%  |
| 1901               | 395,000 | +3.4%  |
| 1911               | 396,000 | +0.3%  |
| 1921               | 383,000 | −3.3%  |
| 1931               | 377,000 | −1.6%  |
| 1936               | 388,000 | +2.9%  |
| 1951               | 407,000 | +4.9%  |
| 1961               | 358,000 | −12.0% |
| 1971               | 320,000 | −10.6% |
| 1981               | 328,000 | +2.5%  |
| 1991               | 331,000 | +0.9%  |
| 2001               | 321,000 | −3.0%  |
| 2010 (Est.)        | 319,000 | −0.6%  |
| 2017               | 310,449 | −2.7%  |
| Source: ISTAT 2001 |         |        |

## 정부와 정책

### 행정 구역
| 도           | 면적 (km2) | 인구    | 인구 밀도 (inh./km2) |
| ------------ | ---------- | ------- | -------------------- |
| 캄포바소도   | 2,909      | 231,921 | 79.7                 |
| 이세르니아도 | 1,529      | 88,931  | 58.2                 |

## 문화

### 음식

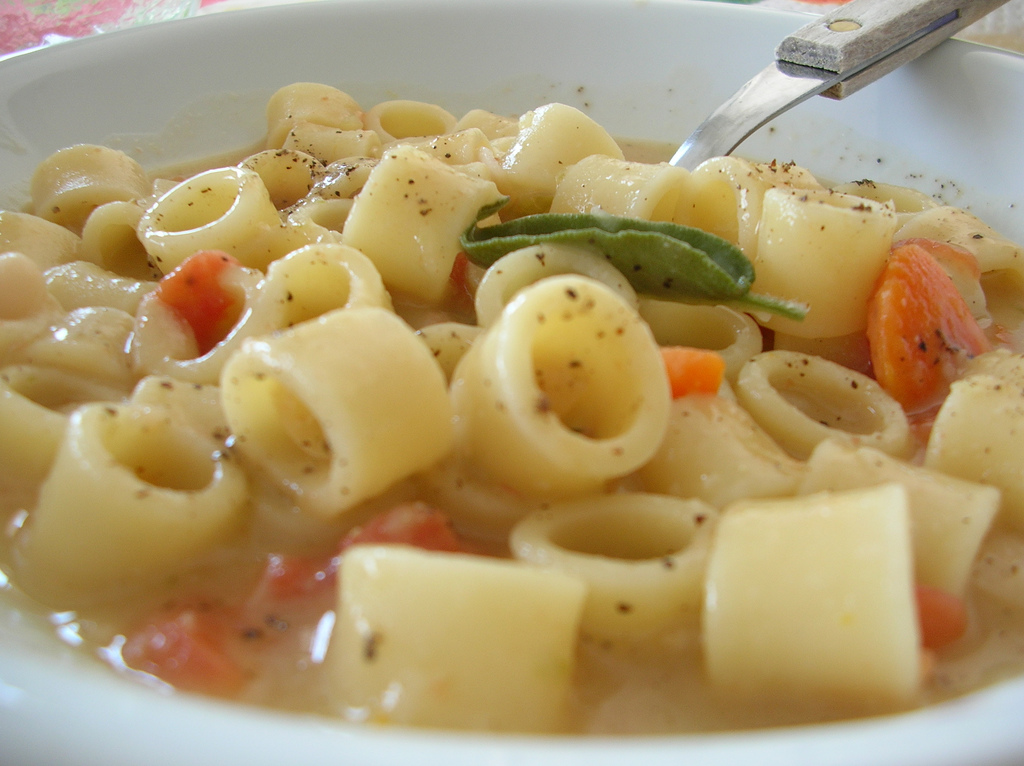
파스타 에 파졸리

일부 요리와 재료가 다르긴 하지만 몰리세의 음식은 아브루초 음식과 비슷하다. 몰리세 음식들의 맛은 그곳에서 자란 향이 좋은 허브에 결정된다. 일부 특별한 음식에서는 향이 강한 살라미와 지역에서 만들어진 다양한 치즈들이 포함되며, 요리에는 염소, 양이 사용되고, 파스타 요리에는 주에서 자란 야채를 사용한 몸에 좋은 소스를 사용한다.
전형적인 안티파스토인 브루스케타에는 카포콜리(Capocolli) 소시지, 회향으로 양념한 살시치에 알 피노키오(Salsiccie al finocchio), 소프레사타 벤트리치나, 프라스카텔리에(frascateglie) 또는 산구이나초(sanguinaccio) 같은 일부 고기 요리가 약간 포함된다. 추가적으로 그 소시지들에는 훈제한 프로시우토 같은 다양한 햄도 사용할 수 있다. 소시지들은 폴렌타와 함께 즐긴다.
몰리세 주의 주 요리들:
- 브로도시니(Brodosini): 돼지의 볼살과 지방과 탈리아텔레로 만든 걸죽한 수프
- 칼초니 디 리코타(Calcioni di ricotta): 캄포바소의 특별식으로 리코타, 프로볼로네, 프로시우토와 파슬리등으로 채워 만들어 구운 파스타다. 일반적으로 아티초크, 콜리플라워, 뇌, 스위트브레드, 감자 크로켓, 스카모르차 치즈가 함께 제공된다.
- 카바티에글 에 파타네(Cavatiegl e Patane) 또는 뇨키: 토끼나 돼지고기로 만든다.
- 카바텔리, 라사냐 또는 마카로니와 같은 다양한 파스타와 함께 제공되는 염소 또는 양으로 만든 라구
- 파스타 에 파골리: 돼지의 다리와 껍때기로 조리한 콩수프 파스타
- 리소토 알라 마리나라(Risotto alla marinara): 해산물 리조토
- 스파게티 위트 디아볼릴로(Spaghetti with diavolillo): 강한 고추 소스로 만든 스파게티
- 추파 디 카르디(Zuppa di cardi): 토마토, 양파, 판체타, 올리브유가 들어간 카르둔 수프
- 추파 디 오르티체(Zuppa di ortiche): 토마토, 양파, 판체타, 올리브유가 들어간 쐐기풀 수프